# Penninikum
A Penninikum az Alpok egyik fő földtani egysége. Kőzetének nagyobb része a Tethys üledékes területéhez tartozott, amelynek északnyugati csücske a jura időszakban (206–144 millió évvel ezelőtt) az Európai-kőzetlemez és az afrikai kontinenshez számított Apuliai-kőzetlemez között volt. Az alpesi összecsukódásnál a Penninikum sziklái összetolódtak, és messze tolták az európai kontinentális lemez északi és nyugati peremét. Tehát a Penninikumból létrejött a Pennini-takaró.

## A Pennini-óceán
A Pennini-óceán egy mélytengeri terület volt az alpi Tethysen belül, ami a triásztól a krétáig létezett. Északi partja az Európai-kőzetlemez legkülső pereme (ma többek között a Helvétikum, amely az Alpok alkotórésze), déli partja az Apuliai-kőzetlemez és az ahhoz csatlakozott Adriai-kőzetlemez (ma Nyugati-, és Déli-Alpok) voltak. A Pennini-óceán az alpi hegységképződés alatt teljesen összezárult, és ma a Penninikum túlnyomó részét képezi.
Az óceánt legalább átmenetileg és részben egy központi küszöb két részre osztotta. Az északi, a Valais-óceán külön tengermedenceként nyugatról a Keleti-Alpok közepéig terjedt, nyugat felé a mai Ibériai-félszigetnek (Ibéria) a Pireneusokon túl, az Atlanti-óceánba benyúló északi pereméhez kapcsolódott. Ez a kapcsolat azonban nem egyértelmű. A déli, a Ligur-óceán egy kiterjedt óceáni medence volt, amelyben nagy kiterjedésű óceáni kéreg volt. A két óceáni terület között felemelkedő terület a Briançoni-küszöb (Briançonnais) volt. A Briançoni-küszöb pontos helyének megállapítása további kutatás tárgya.
A kontinentális peremekről és a Briançoni-küszöbről az üledék az óceán mélyére került. A lerakódott réteg teljes vastagsága akár több mint 5000 m is lehetett.

## Szerkezet és kőzetek
A Alpok szerkezeti felépítésében a Penninikum a Helvétikum felett, és a Ausztroalpi-takaró (a felső kontinentális lemez alkotórésze) alatt helyezkedik el.
A Penninikum kőzetei három részre tagolhatók, Felső-, Középső- és Alsó-Penninikumra, amelyek szintén összetetten formázott tektonikai takarókból állnak, amelyek egy közös keletkezési hegységre vezethetők vissza. Hasonló jelentésű felosztások az Északi-, Közép- és Déli-Penninikum, valamint a Magas-, Középső- és Mély-Penninikum.

## Lemeztektonikai felépítés
A Penninikum sajátos összlet az Adriai-kőzetlemez és az Európai-kőzetlemez között. A Penninikum az alpi orogén ciklus (hegységképződési időszak) későbbi szakaszában a Periadriai-vonaltól délre és délnyugatra a Déli-Alpokra nyomódott össze, úgyhogy a kőzetlemez bonyolult módon átalakult.

## Előfordulás
Az Alpok nagyobbik részének kőzetei a Penninikumhoz tartoznak, mindenekelőtt a Nyugati-Alpokban és a Svájci-Alpokban. A Nyugati-Alpok a Rhône–Simpton-vonaltól délre majdnem kizárólag a Penninikum kőzeteiből áll. A svájci térségben, a Svájci-Alpok legnagyobb központi masszívumát alkotó Aar-masszívumtól délre és a Periadriai-vonaltól északra, a Penninikumhoz tartozik.
A Rajnától keletre a Penninikum majdnem teljesen a kelet-alpesi réteggel takart. A Keleti-Alpokban e réteg alatt csak néhány helyen kerül a felszínre. A pennini réteghez tartozik a flis-öv (korábbi elnevezés: homokkő-öv) az Alpok északi lejtőin Bajorországban és Ausztriában. Magában az Alpokban a Penninikum kristályos kőzetekkel jelenik meg a geológiai ablakokban, például: Gargellen-ablakban a Vorarlbergben, az Engandini-ablakban, amely a tiroli Prutzig nyúlik; a Tauern-ablakban a Brenner-hágó és a Lieser-völgy között és a Rohonci-ablakban (Kőszegi-hegység) az Alpok keleti végén.

### A Rohonci-ablakcsoport
A Penninikum egyes előfordulásait legátfogóbban talán a Bonni Egyetem Steinmann Intézete mutatja be az Alpok geológiájának 2. részében. Ezen belül a 12. fejezet (Kapitel 12.) foglalkozik a keleti-alpokbeli Penninikummal és a 12.3. alfejezet a Rohonci-ablakcsoporttal.
A Keleti-Alpokban (a svájci–osztrák határtól keletre) a Penninikumot elrejti a Kelet-alpi-takaró. Itt a Penninikum egyrészt egy szűk sávban jelenik meg az Alpok északi peremén a flis-övben, másrészt három nagyobb tektonikai ablakban: az Engadini-ablak a nyugati Keleti-Alpokban, a Tauern-ablak a középső Keleti-Alpokban és a Rohonci-ablakcsoport a keleti Alpokalján. Az ablakok keletkezése a harmadkori tektonikai eseményekkel kapcsolatos.
Az Alpok keleti peremén lévő ablakcsoportban négy különböző tektonikai ablak van, északról dél felé haladva: a Mölterni-ablak, a Borostyánkői-ablak, a Rohonc-Kőszegi-ablak, és a Vas-hegy. Az Engadini-ablaktól és a Tauern-ablaktól eltérően a Rohonc körüli tektonikai ablakok alacsonyabb csúcsok körüli dombvidéken fekszenek és csak részben fedettek a kelet-alpi takaró által (Wechsel-hegység és a Grobgneis-hegység a keleti Alpokalján), részben közvetlenül a Pannon-tenger miocén időszaki üledékrétege által fedettek.
Az ablakok pennini szikláit rohonci sorozatnak nevezzük. Főleg különböző összetételű, zöldpala fáciesű metamorf fillitek: mészfillit, kvarcfillit, grafitfillit. Emellett vannak meszes agyagpala, dolomit és kvarcit rétegek, kétes metaradiolaritok, konglomerátumok és breccsák (cáki konglomerátum). A meszes agyagpala kiindulási kőzete a felső kora krétától a késő krétáig képződött, szivacstűket is tartalmazó üledék lehetett. A rohonci sorozatban nagy ofiolittestek is találhatók: szerpentinit, metagabbró és amfibolit (zöldpala); az amfibolit kiindulási kőzetét geokémiailag részben óceánközépi hátsági bazaltként határozták meg. A rohonci sorozat nagyon hasonló a Glockner-takaróhoz és a Tauern-ablak Matrei-zónájához, és valószínűleg azok keleti folytatását képviseli.
Az ofiolit és a kapcsolódó üledékek metamorfózisa eredetileg összenyomódás (kb. 330–430 °C, 6–8 kbar, tehát a zöld- és kékpala fáciesek közötti határtartományban), majd a sziklák keresztülmentek egy zöldpala fáciesű metamorfózison (max. 3 kbar és 390–430 °C). A Tauern-ablakhoz hasonlóan valószínűleg ez is harmadkori metamorfózis. A penninikumi sziklák egy vagy több enyhe lejtésű, keleti irányú elmozdulás miatt váltak szabaddá a miocén során; ezt a képződmények miocén hűlési korával sikerült bizonyítani.

## Az elnevezés eredete
A Penninikum fogalma a Nagy Szent Bernát-hágó és Wallis latin neveiből – Mons Penninus, illetve Summus Penninus és Vallis Penninus (Vallis Poeninus) – származtatott. Valószínű, hogy eredetileg a név egy hágó vagy hegy jelentésű kelta vagy előkelta szóhoz kapcsolódik (lásd: a gall ben, illetve a walesi pen szavakat), később azonban egy kelta, azután pedig római istennel azonosították (Jupiter Penninus, illetve Jupiter Poeninus, miután össze akarták kapcsolni a pun (Poenus) Hannibál legyőzésével).

## Fordítás
Ez a szócikk részben vagy egészben  a   Penninikum című német Wikipédia-szócikk fordításán alapul.  Az eredeti cikk szerkesztőit annak laptörténete sorolja fel. Ez a jelzés csupán a megfogalmazás eredetét és a szerzői jogokat jelzi, nem szolgál a cikkben szereplő információk forrásmegjelöléseként.
Ez a szócikk részben vagy egészben  a   Penninischer Ozean című német Wikipédia-szócikk fordításán alapul.  Az eredeti cikk szerkesztőit annak laptörténete sorolja fel. Ez a jelzés csupán a megfogalmazás eredetét és a szerzői jogokat jelzi, nem szolgál a cikkben szereplő információk forrásmegjelöléseként.